# Manapla
Manapla is een gemeente in de Filipijnse provincie Negros Occidental. Bij de laatste census in 2007 had de gemeente ruim 52 duizend inwoners.

## Geografie

### Bestuurlijke indeling
Manapla is onderverdeeld in de volgende 12 barangays:
| - Chambery - Barangay I - Barangay I-A - Barangay I-B - Barangay II - Barangay II-A | - Punta Mesa - Punta Salong - Purisima - San Pablo - Santa Teresa - Tortosa |

## Demografie
Manapla had bij de census van 2007 een inwoneraantal van 52.428 mensen. Dit zijn 2.847 mensen (5,7%) meer dan bij de vorige census van 2000. De gemiddelde jaarlijkse groei komt daarmee uit op 0,77%, hetgeen lager is dan het landelijk jaarlijks gemiddelde over deze periode (2,04%). Vergeleken met de census van 1995 is het aantal mensen met 8.127 (18,3%) toegenomen.